# Gianni Buquicchio
Gianni Buquicchio (ur. 19 listopada 1944 w Bari) – włoski prawnik, adwokat, doktor nauk prawnych, urzędnik instytucji Rady Europy, od 2009 przewodniczący Europejskiej Komisji na rzecz Demokracji przez Prawo (tzw. Komisji Weneckiej).

## Życiorys
W latach 1959–1963 kształcił się w szkole średniej w Bari. W latach 1963–1967 studiował prawo na Wydziale Prawa Uniwersytetu w Bari. W 1967 uzyskał stopień naukowy doktora prawa. Odbył aplikację adwokacką (1968–1970), równocześnie będąc w latach 1968–1971 wykładowcą w Instytucie Prawa Międzynarodowego i Nauk Politycznych Uniwersytetu w Bari. W 1970 był visiting professor w Dyrektoriacie Zagadnień Prawnych Rady Europy. W latach 1971–1996 pełnił różne funkcje kierownicze w Wydziale Prawa Publicznego tegoż Dyrektoriatu, w tym dyrektora Sekcji. W latach 1981–1994 był odpowiedzialny za obsługę Konferencji Europejskich Ministrów Sprawiedliwości (Conferences of European Ministers of Justice). W 1990 został sekretarzem Komisji Weneckiej. 30 listopada 2009 opuścił stanowisko w Radzie Europy. 12 grudnia 2009 został wybrany przewodniczącym Komisji Weneckiej. Ponownie został powołany na to stanowisko w 2011, 2013 i 2015.

## Odznaczenia
- Krzyż Komandorski Orderu Gwiazdy Rumunii (Rumunia, 2006)[2]

## Wyróżnienia
- 2013: Doktor honoris causa Uniwersytetu Pavla Jozefa Šafárika w Koszycach; doktor honoris causa Uniwersytetu Bukareszteńskiego
- 2015: Doktor honoris causa Uniwersytetu Tirańskiego[1]

## Życie prywatne
Jego żoną jest Maud de Boer-Buquicchio. Ma dwóch synów.